# Điện Mặt Trời và điện gió Fujiwara Bình Định
Nhà máy điện Mặt Trời và điện gió Fujiwara Bình Định là nhà máy điện Mặt Trời kết hợp điện gió xây dựng trên khu kinh tế Nhơn Hội, thành phố Quy Nhơn, tỉnh Bình Định. Dự án Fujiwara Bình Định có tổng công suất lắp máy 100 MW, gồm hai giai đoạn:
- Giai đoạn 1: xây dựng nhà máy điện Mặt Trời có công suất lắp máy 50 MW, diện tích làm việc 60 ha tại sườn phía tây núi Phương Mai, khởi công tháng 4 năm 2018, hòa lưới tháng 2 năm 2019, khánh thành tháng 8 năm 2019.[6]
- Giai đoạn 2: xây dựng nhà máy điện gió có công suất lắp máy 50 MW, quy mô diện tích làm việc 200–250 ha tại sườn núi Bà, thôn Tân Thanh, xã Cát Hải, huyện Phù Cát, khởi công sau giai đoạn 1, dự kiến từ tháng 2 năm 2019 đến tháng 2 năm 2020 (13°59′23″B 109°14′53″Đ / 13,989837°B 109,248016°Đ).[7]